# هوجو یاسوایه
هوجو یاسوایه (به ژاپنی: 北条 泰家 ほうじょう やすいえ)، تولد نامشخص - مرگ ۱۳۳۵ میلادی - از اواخر دوره کاماکورا تا دوره نانبوکوچو یکی از اعضای خاندان هوجو بود. چهارمین پسر هوجو ساداتوکی، نهمین شیکن شوگون‌سالاری کاماکورا. او برادر کوچکتر از همان مادر شیکن چهاردهم، هوجو تاکاتوکی است.
درگیری کاریاکو، در سال ۱۳۲۶ (سال سوم شوچو (دوره)، در پایان دوره کاماکورا، درگیری داخلی ناشی از اختلاف در مورد جانشینی شیکن در شوگون‌سالاری کاماکورا که خانواده توکوسو از خاندان هوجو اختصاص داشت، بود. این درگیری بین نایکانری (خاندان ناگاساکی) و خویشاوند مادری آنها، خاندان آداچی، رخ داد. در ۱۳ مارس ۱۳۲۶، شیکن چهاردهم، هوجو تاکاتوکی که از خط مستقیم خاندان هوجو یعنی توکوسو بود، به دلیل بیماری در سن ۲۴ سالگی از مقام خود دست کشید و راهب شد.
در سال ۱۳۲۶، زمانی که برادر بزرگترش تاکاتوکی به دلیل بیماری از سمت شیکن بازنشسته شد، مادرش اوگاتا دونو (کاکوکای انسی) و بستگان مادری او، خاندان آداچی، یاسوایه را به عنوان جانشین او توصیه کردند.
این امر به دلیل مخالفت ناگاساکی تاکاسوکه، رئیس نایکانری محقق نشد. پس از آن هوجو ساداآکی پانزدهمین شیکن شد.
هوجو یاسوایه که مخالف این انتصاب بود، طرحی برای ترور طراحی کرد که منجر به درگیری کاریاکو شد، که در آن هوجو ساداآکی تنها ۱۰ روز پس از تصدی سمت شیکن استعفا داد. در پاسخ به این هیاهو، هوجو موریتوکی که از رتبه و موقعیت خانوادگی بالایی برخوردار بود، به عنوان آخرین شیکن، شیکن شانزدهم انتخاب شد.